# Chisocheton sayeri
Chisocheton sayeri är en tvåhjärtbladig växtart som först beskrevs av C. Dc., och fick sitt nu gällande namn av P.F Stevens. Chisocheton sayeri ingår i släktet Chisocheton och familjen Meliaceae. Inga underarter finns listade i Catalogue of Life.